# Sea Forest Cross-Country Course
Der Sea Forest Cross-Country Course war eine temporäre Pferdesportanlage im Bezirk Kōtō in der japanischen Hauptstadt Tokio.
In der Bucht von Tokio wurde ab 1973 der sogenannte „Zentrale Wellenbrecher“ (japanisch 中央防波堤, englisch Central Breakwater) angelegt. Dabei handelt es sich um zwei durch Landgewinnungsmaßnahmen angelegte Inseln, wozu vor allem Abfall deponiert wurde. Die innere Insel (japanisch 内側埋立地) und die äußere Insel (japanisch 外側埋立地), jeweils bezogen auf die Lage zur Innenstadt Tokios, sind dabei durch einen knapp 200 Meter breiten und knapp 3 Kilometer langen Kanal getrennt, auf dem die Regattastrecke angelegt wurde. Die Gesamtfläche beider Inseln betrug im Jahr 2011 rund 373 Hektar, jedoch wird am Südufer der äußeren Insel weiterhin Abfall entsorgt. Über die Insel führt eine Straße, welche die Stadtteile Ōta über einen Tunnel und Kōtō über die 2012 fertiggestellte Tokyo Gate Bridge verbindet. Der Westteil beider Inseln ist mit Gewerbe besiedelt, der Ostteil weitgehend unentwickelt. Die Landmasse sollte ab 2007 durch ein Projekt von Tadao Andō bewaldet werden und zum Naherholungsgebiet umgewandelt werden.
Bei der Bewerbung um die Olympischen Sommerspiele 2020 spielte der Zentrale Wellenbrecher eine Rolle als potenzielle Wettkampfstätte verschiedener Wettbewerbe. So wurde der Sea Forest Cross-Country Course auf der inneren Insel errichtet. Ebenfalls Teil der zwei Inseln ist die Regattastrecke Sea Forest Waterway, wo die Kanu- und Ruderwettkämpfe stattfanden. Der Sea Forest Cross-Country Course war während den Spielen Austragungsort der Wettbewerb im Vielseitigkeitsreiten und wurde danach zu einem öffentlichen Park umfunktioniert. Insgesamt bietet die 2019 eröffnete Anlage 16.000 Zuschauern Platz.